# Leeuwenmolen
De Leeuwenmolen, ook wel Molen van Clemens genoemd naar de laatste molenaar die in deze molen werkzaam was, is een middenslagmolen gelegen op de rechteroever van de zuidelijke tak van de rivier de Jeker in de Nederlandse stad Maastricht.
De molen ligt gegroepeerd met nog twee andere voormalige watermolens die direct hiertegenover gelegen zijn op de linker rivieroever aan de Sint Pieterstraat. Deze werden de Onderste en Bovenste Neustadtmolen genoemd, de laatste ook bekend onder de naam Hofkensmolen.

## Geschiedenis

### Ancien régime
De molengebouwen dateren deels uit de 16e en deels uit de 17e en 18e eeuw. Op de topgevel stond vroeger een stenen beeld van een leeuw, vandaar de nam Leeuwenmolen.
De Leeuwenmolen was vroeger binnen de vesting Maastricht met zijn twee waterraderen de grootste graan- en looimolen op de Jeker. Doordat de molens zo kort naast elkaar en tegenover elkaar gelegen waren, gaf dit, mede omdat er verschillende eigenaren waren, vroeger vaak aanleiding tot geschillen over de waterverdeling, vooral in droge seizoenen wanneer de wateraanvoer beperkt was. Zij kwamen tot een eenvoudige oplossing van hun geschil en beslisten dat de ene dag de molens op de rechteroever zou malen en de volgende dag de molen op de linkeroever.

### 19e eeuw
In het begin van de 19e eeuw de molen met het aangrenzende huis het eigendom van de Armentafel van Sint Servaas. De bekende Maastrichtse molenaar Gilles Loneux hield de molen in erfpacht, de pacht kwam ten goede aan de armen die door deze Armentafel werden ondersteund. In 1839 kwam de molen in openbare verkoop en erfpachter Gilles Loneux, die al eigenaar was van de Nekummermolen, de Molen van Lombok en de Weijermolens bij het Bonnefantenklooster, werd de nieuwe eigenaar. Na zijn dood werd de molen verkocht waarna de eigenaren elkaar snel opvolgden.
In 1898 werd de Gemeente Maastricht de eigenaar, maar verkocht deze een jaar later aan de Maastrichtse molenaar Hendrikus Hubertus Clemens, naar wie de molen later werd genoemd. In hetzelfde jaar nog werd door hem met toestemming van de Provincie het waterwerk vernieuwd, zeer tegen de zin van Hendrik Coopman, eigenaar van de lager gelegen looimolen aan De Vijf Koppen. De molen van Clemens was omstreeks 1900 de enige molen in die hoek die nog maalvaardig was. Het bestaande houten gangwerk werd vervangen door een ijzeren met een waterrad met een middellijn van 6,7 m en voorzien van een op de gevel aansluitende gemetselde ombouw met een pannen-zadeldak.

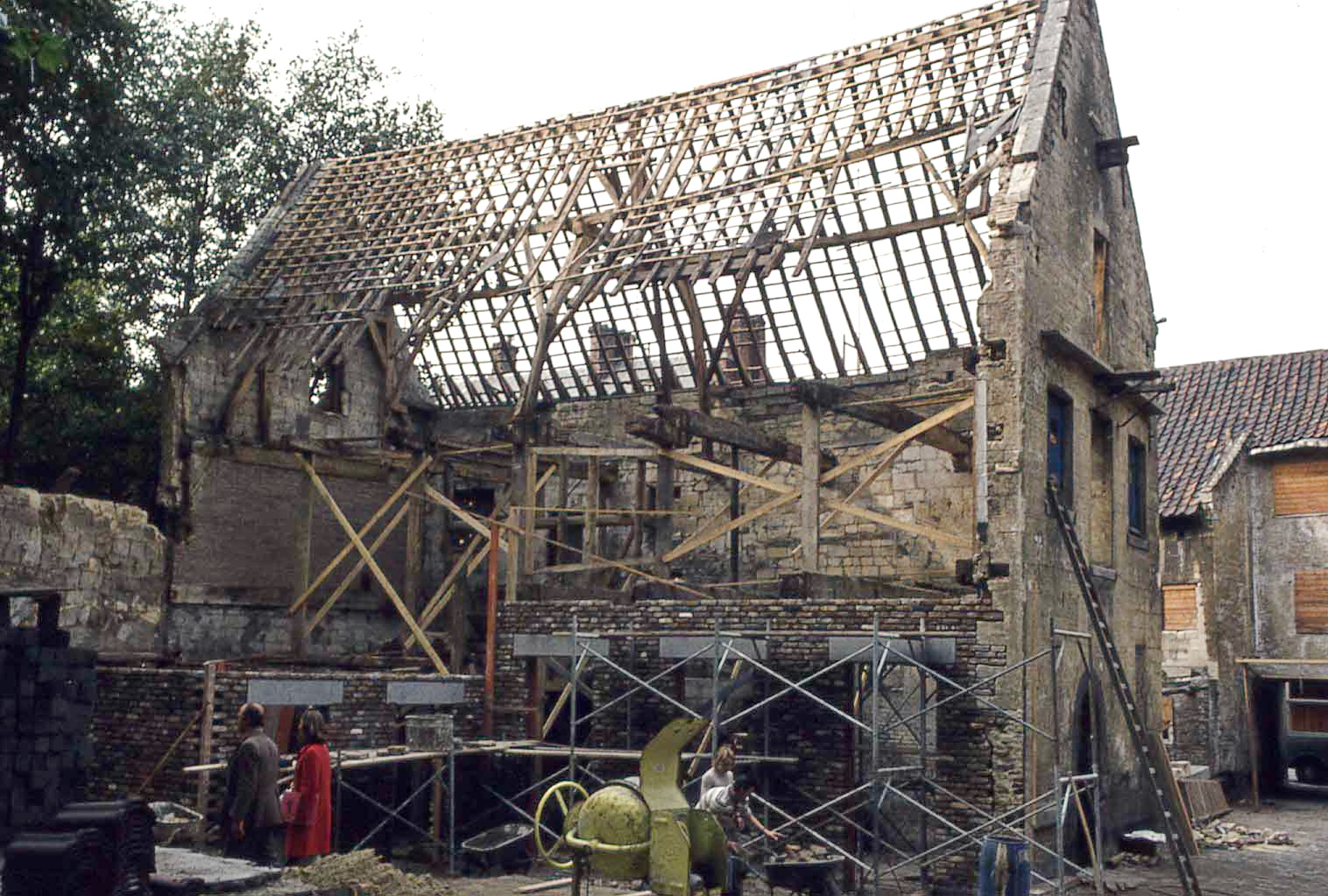
Restauratie van de molen, ca. 1972

### Later gebruik
In het laatste oorlogsjaar en direct na de bevrijding in september 1944 draaide het maalbedrijf op de Clemensmolen op zijn top omdat de molen een groot aandeel had in de stedelijke voedselvoorziening. Na 1950 werd hij vrijwel niet meer gebruikt en in 1956 werden alle activiteiten stopgezet, waarna de molen ernstig in verval raakte. Pogingen in het begin van de jaren zestig om de waterkracht te gebruiken voor elektriciteitsopwekking hadden geen succes, evenmin als de pogingen om het gebouw een andere functie te geven zonder ingrijpende uitwendige veranderingen. Tot 1965 bleef de molen in bezit van de erven Clemens.
Van 1972 tot 1975 werd de molen ingrijpend gerestaureerd, waarbij de moleninstallatie is gesloopt. Het gebouw werd daarna tot woning ingericht.

## Beschrijving
Het gebouw is opgetrokken uit mergelsteen, Naamse hardsteen en baksteen en het merendeel van de gevels is wit geschilderd. Ramen, deuren en asgaten hadden hardstenen omlijstingen. In de molen is een gevelsteen gemetseld die het jaartal 1694 vermeldt, het jaar waarin de molen werd herbouwd.

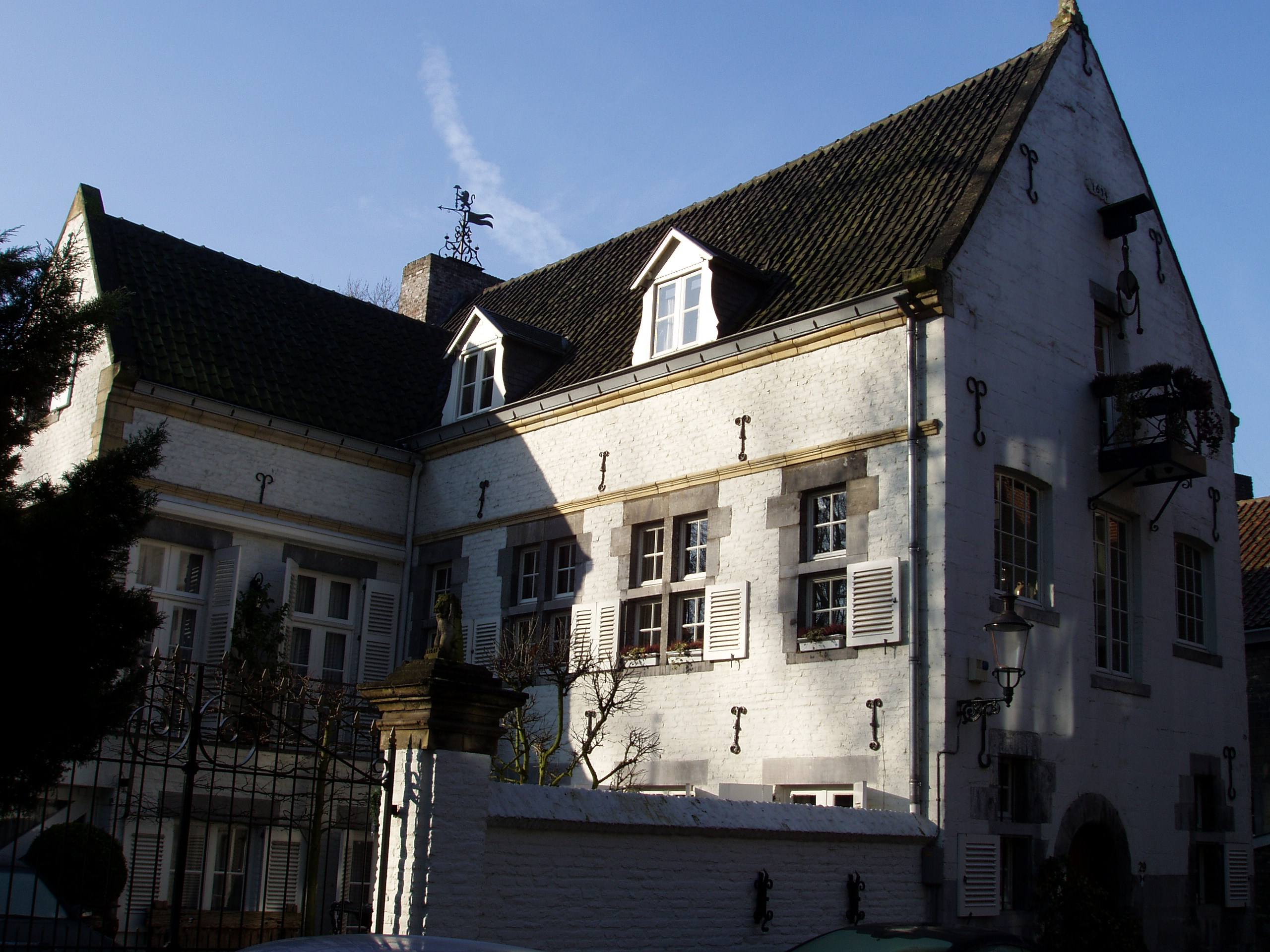
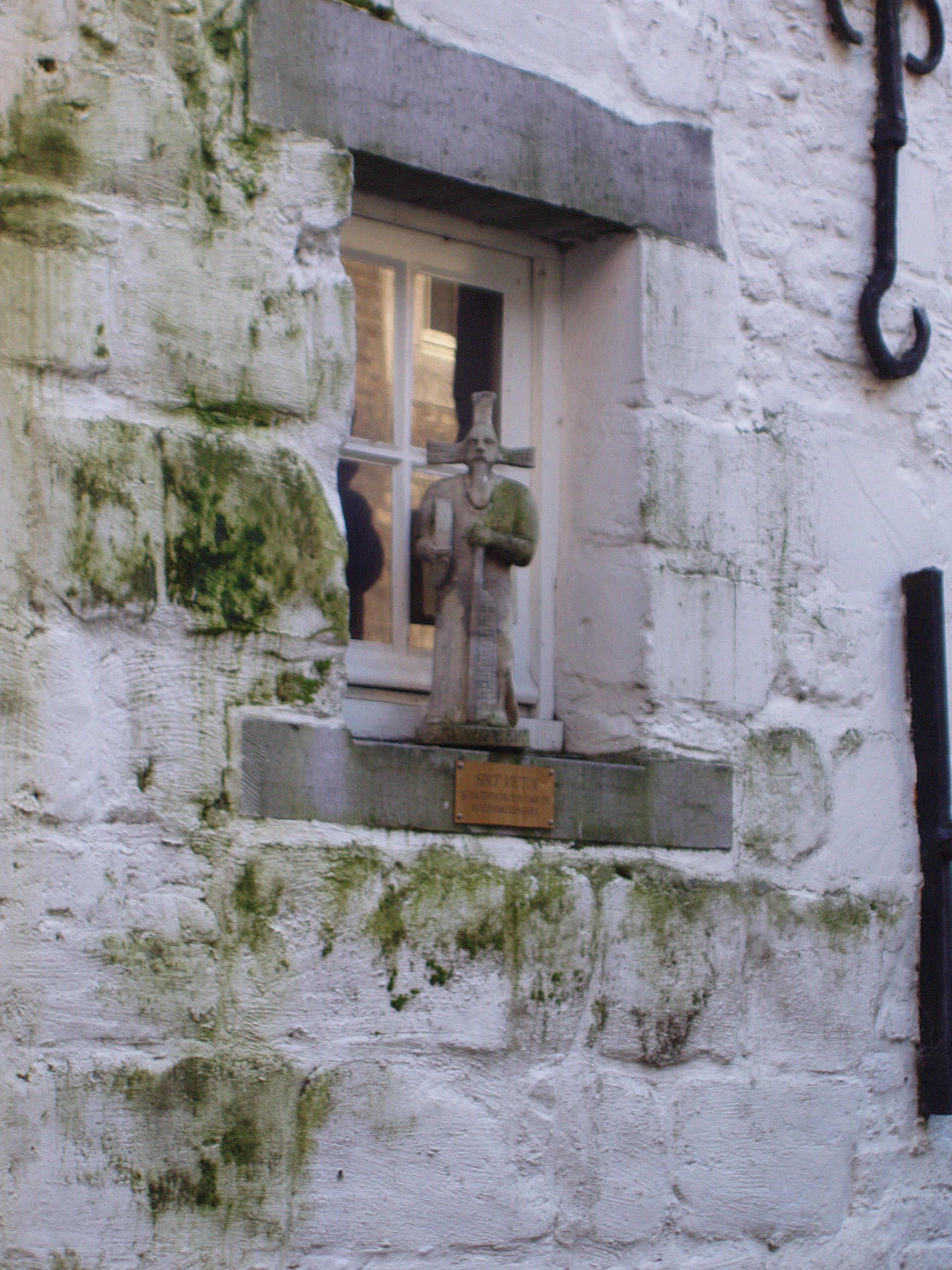
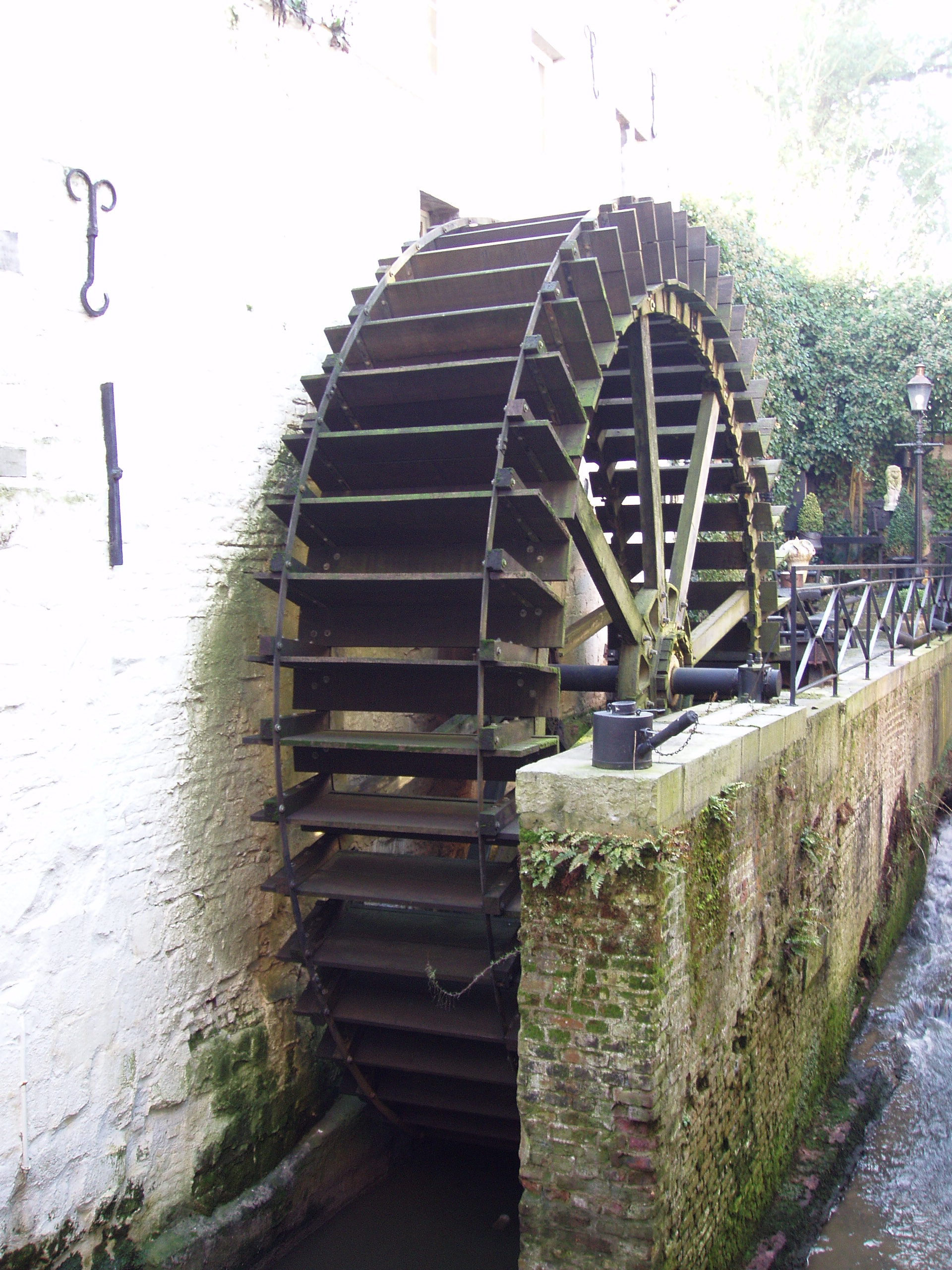
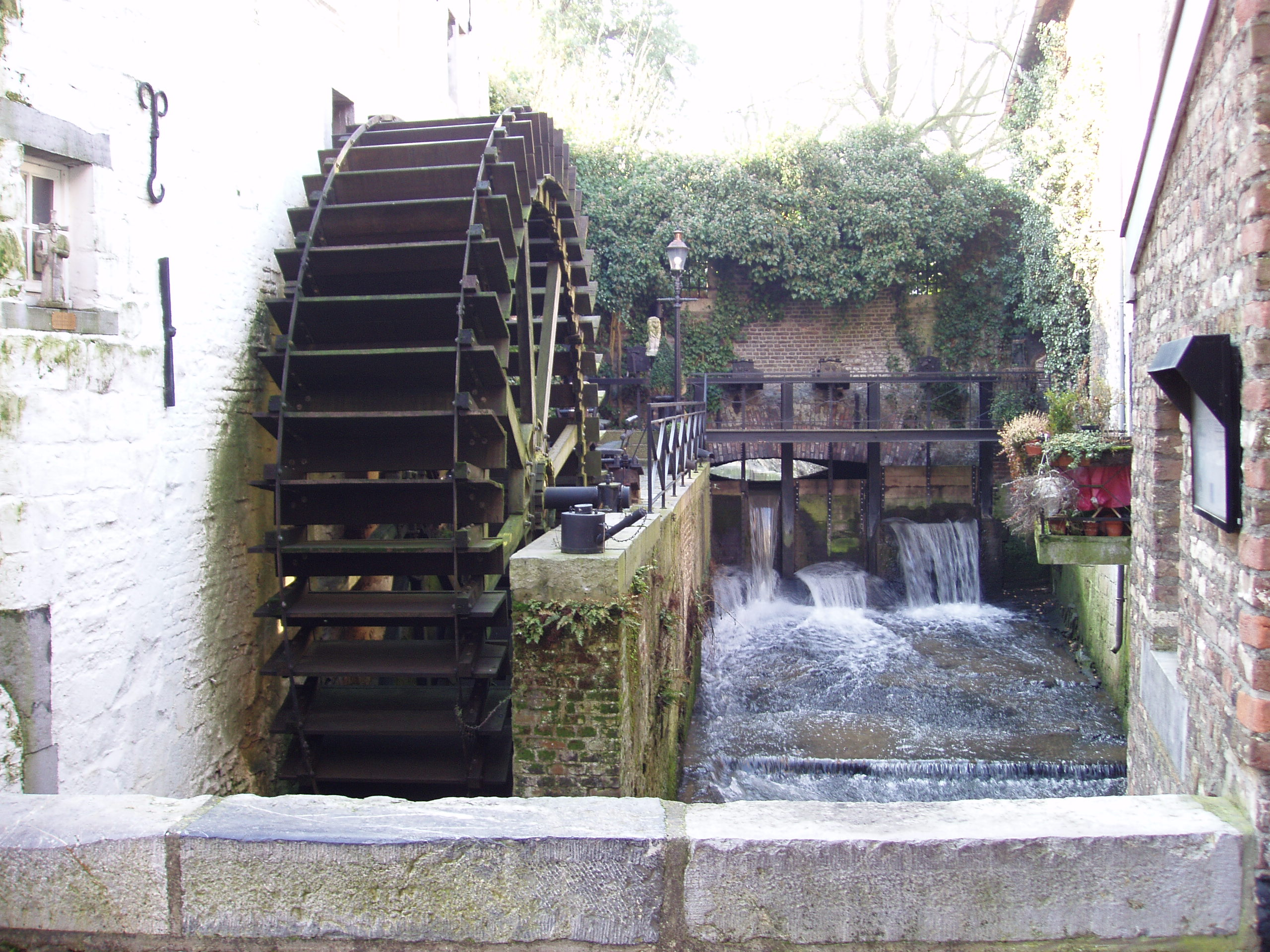